# Rafael Ángel Martínez González
Rafael Ángel Martínez González (n. Palencia; 11 de noviembre de 1954) es un historiador del Arte, investigador, articulista, conferenciante y colaborador en obras relacionadas con la historia y el arte, especialmente de Palencia, y Castilla y León. Es Académico  de la Institución Tello Téllez de Meneses. Academia Palentina de Historia, Letras y Bellas Artes desde el 20 de enero de 1994 y desde 1999 su Secretario General. Es Académico correspondiente de la Real Academia de la Historia desde 2000 y de la Real Academia de Bellas Artes de la Purísima Concepción de Valladolid, desde 2006.
Desempeñó su trabajo como funcionario (Técnico Superior) del  Servicio de Cultura de la Diputación de Palencia (1981-2024),  del que fue Jefe del Servicio desde 1999 hasta 2024. Ha sido profesor en la Universidad de Valladolid y en la Universidad SEK de Segovia.
También ha sido Comisionado de Patrimonio Cultural de la Provincia de Palencia.
Ha comisariado varias exposiciones (v. anexo)

## Obra

### Libros y monografías
- Las cofradías penitenciales de Palencia, Palencia, 1979.
- La Catedral de Palencia. Historia y arquitectura, Palencia, 1988.
- La Arquitectura gótica en la ciudad de Palencia, Palencia 1989.
- La Catedral de Palencia, Palencia, 1992.
- Origen y breve historia de la plaza mayor de Palencia (Discurso de ingreso en la Institución Tello Téllez de Meneses), Palencia, 1994.Descarga
- La  Villa de Becerril y el Museo de Santa María, Palencia, 1996.
- La catedral de Palencia. Catorce siglos de Historia y Arte, Burgos, Promecal, 2011, (coord.. con René Payo Hernanz, y capítulos III, IV, V, VII y IX)
- Villa romana La Olmeda. Guía Arqueológica, Palencia, 2012 (coautor con J.A. Abásolo) (2ª ed. 2014, 3ª ed. 2017)
- Patrimonio Restaurado. 10 años de taller de restauración. Palencia, Palencia, 2024 (coord. con Antonio Rubio López, y datos técnicos, y fichas de las pp. 190, 194, 232, 234 y 250.

### Colaboraciones en obras colectivas
- Introducción y textos del libro Románico Palentino, de Ángel Cuesta, Palencia, 1989
- Rutas turísticas de Castilla y León, Palencia, 1990. Selección y redacción de las fichas de los monumentos de Palencia.
- "Origen, historia y tradiciones de la Semana Santa palentina" (Pregón de la Semana Santa de Palencia, 1989) en Voces de Aquí, Palencia, 1990, págs. 77-99.
- Texto de El Camino de Santiago a su paso por Palencia. Guía del peregrino, Palencia, 1992.
- Las Catedrales de Castilla y León, León , 1992. Capítulo correspondiente a la Catedral de Palencia, págs. 127-143.
- La Semana Santa en Castilla y León, León, 1994. Capítulo correspondiente a la Semana Santa de Palencia.
- "Breve reseña histórico-artística del Real Monasterio de Santa Clara de Palencia, su Templo y su Cristo Yacente", en El Real Monasterio de Santa Clara de Palencia, Historia, Palencia, 1995.
- Semana Santa en Palencia, Historia, Arte y Tradiciones, Palencia, 1999, por ... y Enrique Gómez.
- Catedrales de Castilla y León, León, 2002, Capítulo correspondiente a la Catedral de Palencia, pp. 148-169.
- "A propósito de la plaza vieja. Algo de historia" en Toros en Palencia, Palencia, 2002, pp. 111-114.
- Casas y Palacios de Castilla y León, Capítulo correspondiente a Palencia, Valladolid, Junta de Castilla y León, 2002, pp.113-149.
- The Cathedrals of Castile and León, León, 2002, Capítulo correspondiente a la Catedral de Palencia, pp. 149-170.
- "Patrimonio", en Palencia. Paisaje. Patrimonio. Palabra, Diputación de Palencia, León, 2002, pp.100-237. (2ª ed. 2015)
- “Epílogo” ("El último viaje del Virrey" y "La capilla funeraria de los Guerra")  en Mateo Alemán, Los hechos de Fray García Guerra, Instituto Castellano y Leonés de la Lengua, Valladolid, 2003.
- Actas del Simposium Internacional “Pedro Berruguete y su entorno”, Palencia, 24, 25 y 26 de abril de 2003, Palencia, 2004 (Coordinador)
- El retablo de San Miguel de Aguilar de Campoo, Fundación Patrimonio Histórico de Castilla y León, Ediciones El Viso Madrid, 2008.
- La villa romana la Olmeda : guía breve, por Javier Cortés Alvárez de Miranda,  2ª ed. rev. y corr. por José Antonio Abásolo y Rafael Martínez, Palencia, 2009
- Palencia: palabra y luz, Palencia, 2012  (coord. general y fot.  pp.157 y 163)
- “Javier Cortes Arqueólogo” por….y  / José-Antonio Abásolo, en In Durii Regione Romanitas. Estudios sobre la romanización del Valle del Duero en homenaje a Javier Cortes Álvarez de Miranda, Palencia / Santander, 2012, pp.17-23
- “El patrimonio artístico del Convento de Agustinas Recoletas de Palencia”, en De camino a la corte. Mariana de San José y la fundación en Palencia de las Agustinas Recoletas, Palencia 2013, pp.151-173, y 35 pp. de láms.
- Razón de mi presencia. Homenaje a Marcelino García Velasco. (Carlos Aganzo... et alt.), Palencia ,2018.
- Texto de El Camino de Santiago a su paso por Palencia.  Nueva guía del peregrino, Palencia, 2021

### Comunicaciones en Congresos y otras reuniones científicas
- Carlon, Concepción, Martínez González, Rafael Ángel y Presa, Fabiola (1990). La capilla funeraria de los Guerra en la iglesia de San Miguel de Piña de Campos (Palencia). Actas del II Congreso de Historia de Palencia, 27, 28 y 29 de abril de 1989 / coord. por María Valentina Calleja González, Vol. 5, 1990 (Historia del arte. Palencia en la historia de la lengua y literatura. Historia de la educación) , pags. 181-208. ISBN 84-86844-30-4.

- Martínez González, Rafael Ángel (1985). Testamento, muerte y sepultura de don Tello, Señor de Vizcaya y de Aguilar. Actas del I Congreso de Historia de Palencia : Castillo de Monzón de Campos, 3-5 de diciembre de 1985, Vol. 1, 1987 (Arte, arqueología, Edad Antigua), pags. 123-138. ISBN 84-505-5220-6.
- Martínez González, Rafael Ángel ,"Testamento, muerte y sepultura de Don Tello, señor de Vizcaya y de Aguilar" en Actas del I Congreso de Historia de Palencia, 1, Palencia, 1987, págs. 123-138
- Martínez González, Rafael Ángel,"La función y paso del descendimiento de Cristo de la Cofradía de San Francisco de Palencia" en Actas del I Congreso Nacional de Cofradías de Semana Santa (Zamora, 5-8 febrero, 1987), Zamora, 1988, págs. 679-686.
- Martínez González, Rafael Ángel"La Catedral y los obispos de la Baja Edad Media (1247-1469)" en Jornadas sobre la Catedral de Palencia, Palencia, 1-5 Agosto 1988, Palencia, 1989, págs. 43-66.
- Martínez González, Rafael Ángel"Aproximación al estudio de los convenios franciscanos en Palencia" en Jornadas sobre el arte de las órdenes religiosas en Palencia, Palencia, 24-28 de Julio de 1989, Palencia, 1990, págs. 111-148.
- Martínez González, Rafael Ángel ,"La capilla funeraria de los Guerra en la Iglesia de San Miguel de Piña de Campos (Palencia)" en Actas del II Congreso de Historia de Palencia, V, Palencia, 1990, págs. 181-208, por ... y Concepción Carlón y Fabiola Presa
- Martínez González, Rafael Ángel, "Notas para el estudio del patronazgo de indianos palentinos" en Relaciones artísticas entre la Península Ibérica y América, Actas del V Simposio Hispano-portugués de Historia del Arte (11-13 de Mayo de 1989), Valladolid, 1990, págs. 163-171.
- Martínez González, Rafael Ángel, "Del Gólgota al Sepulcro. Reflexión iconográfica y propuesta terminológica", en Actas del Tercer Encuentro para el Estudio Cofradiero: En torno al Santo Sepulcro. Zamora, 10, 11, 12 y 13 de Noviembre de 1993. Zamora, 1995, págs. 65-74.
- Martínez González, Rafael Ángel, "La cofradía del Santo Sepulcro de Palencia y su Cristo yacente", en Actas del Tercer Encuentro para el Estudio Cofradiero: En torno al Santo Sepulcro, Zamora, 10, 11, 12 y 13 de Noviembre de 1993, Zamora, 1995, págs. 47-64
- Martínez González, Rafael Ángel, “Datos, dudas e hipótesis sobre Pedro Berruguete”, en Actas del Simposium Internacional “Pedro Berruguete y su entorno”, Palencia, 24, 25 y 26 de abril de 2003, Palencia, 2004, págs. 169-178.
- Martínez González, Rafael Ángel, “Los Reyes Católicos y el arte. Su imagen y la de Castilla y León en la idea de España”, en Castilla y León. La forja de una identidad. Monografías universitarias, 18, Soria, 2005, págs. 229-254.
- Martínez González, Rafael Ángel, “La conservación del patrimonio en la provincia de Palencia”, en Actas del curso Patrimonio y Restauración. Algo más que un debate (Palencia, 22-24 de septiembre de 2008), Palencia, 2010, pp.31-44
- Martínez González, Rafael Ángel,  “La villa romana La Olmeda. Algo más que arqueología” en 5º Encuentro Internacional Actualidad en Museografía (Palencia, 1 al 3 de octubre de 2009),  ICOM España), Vigo, 2010, pp.149-160.
- Martínez González, Rafael Ángel,  “La Olmeda: un nuevo espacio museístico” en  Studies on the rural Word in the roman period, 6, The musealization of roman villas, Gerona, 2011, pp.81-90.
- Martínez González, Rafael Ángel, “La Cripta de la Catedral de Palencia: nuevas respuestas a viejas cuestiones”, en Monumentos singulares del románico. Nuevas lecturas sobre formas y usos, Aguilar de Campoo, 2012, pp.9-39
- Martínez González, Rafael Ángel, “La villa romana La Olmeda. Un ejemplo de gestión turística del patrimonio arqueológico desde la Diputación de Palencia” en Vives-Ferrándiz Sánchez, J. y Ferrer García Carlos (ed.), El Pasado en su lugar. Patrimonio Arqueológico, Desarrollo y Turismo, Valencia, Museu de Prehistoria de Valencia, 2014, pp.63-84.
- Martínez, Rafael ,"La escultura entre Palencia y Valladolid en el tránsito del siglo XV al XVI". en Conocer Valladolid 2023_2024. XVI Curso de patrimonio cultural, Real Academia de Bellas Artes de la Puroisima Concepción, Valladolid, 2024, pp,85-122

### Artículos en revistas especializadas
- Martínez González, Rafael Ángel (1978), "Construcción, proceso y derribo del Arco del Mercado de Palencia (1784-1909)", en BSAA, XLIV, 1978, págs. 510-516, por... y Jesús URREA. Descargar
- Martínez González, Rafael Ángel (1985). «Palencia y el terremoto de Lisboa». Publicaciones de la Institución Tello Téllez de Meneses (52). ISSN 0210-7317, pags. 407-414. Descargar

- Martínez González, Rafael Ángel (1986). «Dos manuscritos del monasterio de San Francisco de Palencia». Publicaciones de la Institución Tello Téllez de Meneses (54). ISSN 0210-7317, pags. 271-278. Descargar
- Martínez González, Rafael Ángel (1986)" El obispo de Palencia Fray Juan del Molino y la capilla mayor de la iglesia de Santa María de Carrión de los Condes" en Publicaciones de la Institución Tello Téllez de Meneses (56), ISSN 0210-7317, págs. 249-273. Descargar
- Martínez González, Rafael Ángel (1987) "En torno a Bartolomé de Solórzano" en Publicaciones de la Institución Tello Téllez de Meneses (57), ISSN 0210-7317, págs. 293-302.Descargar
- Martínez González, Rafael Ángel (1987) "La partida de bautismo de Adrián Álvarez" en BSAA, LIII, págs. 350-351. Descargar
- Martínez González, Rafael Ángel (1988) "Gómez Díaz de Burgos (1430-1466), maestro mayor de la obra de la Catedral de Palencia" en Publicaciones de la Institución Tello Téllez de Meneses (58), ISSN 0210-7317, págs. 415-426.Descargar
- Martínez González, Rafael Ángel(1988) "Pedro de Roda y el retablo mayor de Traspeña (Palencia)" en Publicaciones de la Institución Tello Téllez de Meneses (59), ISSN 0210-7317, págs. 609-617.Descargar
- Martínez González, Rafael Ángel (1988),  "José de Sierra y el retablo mayor de San Francisco de Palencia" en BSAA, LIV, Valladolid, 1988, págs. 478-482. Descargar
- Martínez González, Rafael Ángel (1991)", Un contrato de obra del siglo XII" en Codex Aqvilarensis, 4, Aguilar de Campoo, 1991. Págs. 165-172. Descargar
- Martínez González, Rafael Ángel (1992), "A propósito de la Virgen de Guadalupe de la Catedral de Palencia" en Publicaciones de la Institución Tello Téllez de Meneses (63), ISSN 0210-7317, págs. 750-757. Descargar
- Martínez González, Rafael Ángel (1994). «Origen y breve historia de la Plaza Mayor de Palencia». Publicaciones de la Institución Tello Téllez de Meneses (65). ISSN 0210-7317, pags. 7-70. Descargar
- Martínez González, Rafael Ángel (1999). «San Antolín en el arte palentino». Publicaciones de la Institución Tello Téllez de Meneses (70). ISSN 0210-7317, pags. 405-439. Descargar

- Martínez González, Rafael Ángel (1999), "Precisiones sobre la cripta de San Antolín de la Catedral de Palencia", en Sautuola, VI, Santander, 1999, págs. 447-451.
- Martínez González, Rafael Ángel (2002), “Pedro Manso y el retablo mayor de Santa María de Dueñas (Palencia)”, en Publicaciones de la Institución Tello Téllez de Meneses (73), ISSN 0210-7317, págs. 421-428. Descargar
- Martínez González, Rafael Ángel (2002). «Dª Blanca Enríquez de Acuña, vecina ilustre de Palencia: (discurso de apertura del curso académico 2001/2002)». Publicaciones de la Institución Tello Téllez de Meneses (73). ISSN 0210-7317, pags. 5-39. Descargar
- Martínez González, Rafael Ángel (2006) “La escultura del siglo XVI en la antigua diócesis de Palencia”, Boletín de la Real Academia de Bellas Artes de la Purísima Concepción, n.º 41, Valladolid, 2006, pp. 9-30. Descargar
- Martínez González, Rafael Ángel (2007), “La Adoración de los Magos, de la escuela de Rubens, de la Iglesia de San Andrés de Carrión de los Condes (Palencia)”, en Publicaciones de la Institución Tello Téllez de Meneses (78), ISSN 0210-7317, págs. 427 – 443. Descargar
- Martínez González, Rafael Ángel (2009), “Cinco pasos en mi Semana Santa palentina” en Publicaciones de la Institución Tello Téllez de Meneses (80), ISSN 0210-7317,  págs. 503-515. Descargar
- Martínez González, Rafael Ángel (2017), “La villa romana La Olmeda y su Museo monográfico” por… y José Antonio Abásolo, en  Boletín del Museo Arqueológico Nacional, 35, Madrid, 2017, págs. 1102-1107 Descargar
- “De Roma al Románico. La cripta de San Antolín de Palencia”, Urbs Regia, 6, Toledo, 2021, pp-8-19.
- Martínez, Rafael, "El retablo mayor de la iglesia de Santa Eugenia de Astudillo (Palencia). A propósito de una restauración” , Boletín de la Real Academia de Bellas Artes de la Purísima Concepción, n.º 57, Valladolid, 2022, pp. 23-32Descargar
- Martínez González, Rafael Ángel (2022), “Doña Isabel de Mendoza, el pintor Luis de Pedrosa y la evolución arquitectónica y decorativa de la capilla mayor de la iglesia conventual de San Francisco de Palencia”, por...y Alba Rebollar Antúnez,  PITTM, 93, Palencia, 2022, pp. 193-212, ISSN 0210-7317 Descargar Descargar
- Martínez, Rafael, “El monasterio de San Francisco de Palencia”, en Carmelo Fernández Ibáñez, (ed. científico), El Conde Don  Tello (1337-1370), XXV Señor de Bizkaia, Kobie, Estudios de Historia, Arqueología, Arte, Antropología y Conservación,  Anejo, 25, Bilbao, 2022, pp.209-220
- Martínez, Rafael, “El hallazgo del sepulcro del Infante don Tello”, Señor de Vizcaya, en  Carmelo Fernández Ibáñez, (ed. científico), El Conde Don  Tello (1337-1370), XXV Señor de Bizkaia, Kobie, Estudios de Historia, Arqueología, Arte, Antropología y Conservación,  Anejo, 25, Bilbao, 2022. pp. 229-232
- Martínez, Rafael, “El testamento de don Tello”, en Carmelo Fernández Ibáñez, (ed. científico), El Conde Don  Tello (1337-1370), XXV Señor de Bizkaia, Kobie, Estudios de Historia, Arqueología, Arte, Antropología y Conservación,  Anejo, 25, Bilbao, 2022,  Apéndice documental I, pp.379-384

### Otras publicaciones
- "La ciudad de Palencia en el último tercio del siglo XIX" en I Centenario de Casado del Alisal (1831-1886), Palencia, 1986 (carpeta)
- "Un fotógrafo en la Catedral" en Amigos de la Catedral, 1, Palencia, 1987, pág. 11.
- “Catedral de Palencia de Alfonso Shelly  [reseña de]” en  Amigos de la Catedral, 1, Palencia, 1987, pág. 11
- “Nada más que una catedral”, en Amigos de la Catedral, 1, Palencia, 1987, pág.12
- "La Pasión y Resurrección de Cristo en la Catedral de Palencia. Apuntes para un itinerario iconográfico", Suplemento del Boletín de la Asociación de Amigos de la Catedral, Palencia, 1987.
- "Apócrifo de hoy para una tradición barroca" (Pregón de la Semana Santa de Palencia. 1987) en Voces de Aquí, Palencia, 1988, págs. 7-22.
- "Palencia: La ciudad hace cien años" en Gaceta del centenario (I Centenario de los hospitales psiquiátricos de San Juan de Dios / San Luis), Palencia, 1988, pág. 3.
- "Románico palentino" en Agenda de Palencia 1991, Ed. Caja España, Palencia, 1990, págs. 19-52.
- “Cultura, simplemente”, CÁLAMO. Revista Cultural de Castilla y León., nº1, 1993.
- “Por tierras palentinas, entre dos ríos buenos” en Peregrino: boletín del Camino de Santiago, 36, Palencia, 1994, pp. 12-13

- “Patrimonio: Historia común, tarea común”, en Defender lo nuestro, Valladolid, 1995, pp.55-56
- "La cofradía de la Santa Vera Cruz de Palencia", en Veracruz, n.º 11, Puertollano, 2000, pp. 25-26.
- "Carlos V y Palencia", en Palencia 2000, Programa de Festejos, Palencia, 2000.
- "San Antolín. Leyenda, realidad, arte", en Palencia, 2001, Programa de Festejos, Palencia, 2001.
- "Los Sarmiento y la Ciudad de Palencia", en Horizontes, Palencia, 2001.
- “El Camino entre libros”, Bibliografía Jacobea, n.º 5, Palencia, 2002, pp.2-3
- "Semblanza biográfica de doña Blanca Enríquez de Acuña, ilustre vecina de Palencia, en Palencia, 2002, Programa de Festejos, Palencia, 2002.
- “Pedro Berruguete. Un centenario y un retablo”, en Palencia, 2003, Programa de Festejos, Palencia, 2003.
- “En el Centenario de Pedro Berruguete (1503-2003)”, en Apuntes del CFIE, 12, Palencia, 2003, pp. 42-45.
- “La realidad de nuestro patrimonio”, en Sementera, Palencia, 2004, pp.
- “Las otras arquitecturas”, Al socayo. Revista palentina de cultura tradicional, nº1, Palencia, 2004, pp.1-2
- “Pintura y pintores en Palencia en la época de Isabel la Católica”, en Horizontes, Palencia, 2004.
- “El ámbito doméstico del patrimonio histórico-artístico de la provincia de Palencia”, en: Palencia 2005: programa de ferias y fiestas de San Antolín, Palencia, 2005, pp.18-21
- “Querida Carmen” en De Amicitia. Homenaje a Carmen Trapote. Catálogo de la exposición, Palencia, 12 de marzo- 13 de abril de 2008, p.53
- “Un caso singular en el patrimonio arqueológico. La villa romana La Olmeda”, por…y José A. Abásolo, en Patrimonio, nº38, julio-septiembre 2009, pp.51-58
- “Algo más que románico” en Palencia. Tiempo aprehendido, ed. Gonzalo Blanco, Forcal, 2009, pp.106-125
- “San Francisco. Recuerdos e historias” en Palencia, + lugares con acento, Palencia, 2009, págs. 136-151.
- “La villa romana La Olmeda: 40 años de arqueología y gestión cultura”, en Horizontes, 16, Fuentes de Valdepero , 2010, pp. 44-46
- “La villa romana La Olmeda. Esplendor bajoimperial y arquitectura contemporánea”, por…y José A. Abásolo, en Restauro, nº6, 2010, pp.60-67
- Peregrinación discrónica a Carrión de los Condes con motivo de la Semana Santa (Pregón de la Semana Santa de Carrión de los Condes. Iglesia de Santa María del Camino, sábado 31 de marzo de 2012) [inédito] (copia en la Biblioteca de la Diputación de Palencia)
- Bullicios y algarabías en mis recuerdos de las Ferias de Palencia, y algo más (Pregón literario de las Ferias de San Antolín de Palencia, Palencia Teatro Principal, 28 de agosto de 2014) [inédito] (copia en la Biblioteca de la Diputación de Palencia). Descargar
- “La Olmeda, ochos años después. Reflexiones personales a la puerta de su cincuentenario”, en Patrimonio, nº63, enero-abril 2018, pp.32-37
- “Un poema sobre el Castillo” en Horizontes, 24, Fuentes de Valdepero, 2018. pp. 30-31.
- “A propósito de dos restauraciones. El Nazareno y el Yacente de la Cofradía de la Santa Vera Cruz de Carrión de los Condes” en Semana Santa XXXX .Carrión de los Condes, Carrión de los Condes, XXXX,  pp.XX
- “Fragmentos de un pregón” en Semana Santa 2022. Carrión de los Condes, Carrión de los Condes, 2022, pp.19-2
- “El paso del Santo Sepulcro de Palencia” en en Semana Santa 2024. Carrión de los Condes, Carrión de los Condes, 2024, pp.15-17
- “El hydraulis de  La Olmeda. Algo más que una recreación”, en Patrimonio, nº84, enero-abril 2025, pp.26-27

## Anexo

#### EXPOSICIONES COMISARIADAS
Ha sido comisario de las exposiciones Pedro Berruguete en Becerril de Campos. Las tablas del retablo de Nuestra Señora de la Iglesia de Santa María, Palencia, 1984; La pintura del siglo XVII en Palencia, Palencia, 1986 y El retablo de la Visitación de la Catedral de Palencia, Palencia, 1987.
Desde el año 2000 ha sido comisario de la mayoría de las exposiciones realizadas en el Centro Cultural Provincial de Palencia, además de otras en Madrid, Palencia, Zamora, Gijón, y Santillana del Mar, de las que destacan:
-         Santiago, el Camino y Palencia, Carrión de los Condes, 11 de junio – 12 de septiembre de 2004.
-          La otra aventura de Ulises. Una villa romana en la meseta: La Olmeda, Santillana del Mar. Palacio Barreda, Del 8 de octubre de 2011 al 8 de enero de 2012
-         Palencia y su esplendor medieval. A propósito de los Primeros Príncipes de Asturias y su boda en la ciudad de Palencia, Palencia, 25 de enero 2 de marzo de 2014
-         Huellas y moradas. Santa Teresa en Palencia. Palencia. Iglesia de San Bernardo. Del 25 de febrero al 3 de mayo de 2015 (con J.L Calvo)
-         Victorio Macho. 50 años después. Palencia, de julio 15 de septiembre de 2016
-         Victorio Macho. De Madrid a América, Madrid, Casa América. Del 29 de noviembre de 2016 al 29 de enero de 2017
-         Raíces palentinas de Libertador San Martín. De Tierra de Campos a Argentina, Madrid, Casa América. Del 30 de mayo al 31 de julio de 2017.

-         Alonso Berruguete en Paredes de Nava. A propósito de una exposición, Paredes de Nava. Del 26 de junio al 5 de noviembre de 2017 (con Manuel Arias)
- Datos: Q6098187